# 姆茨赫塔市鎮

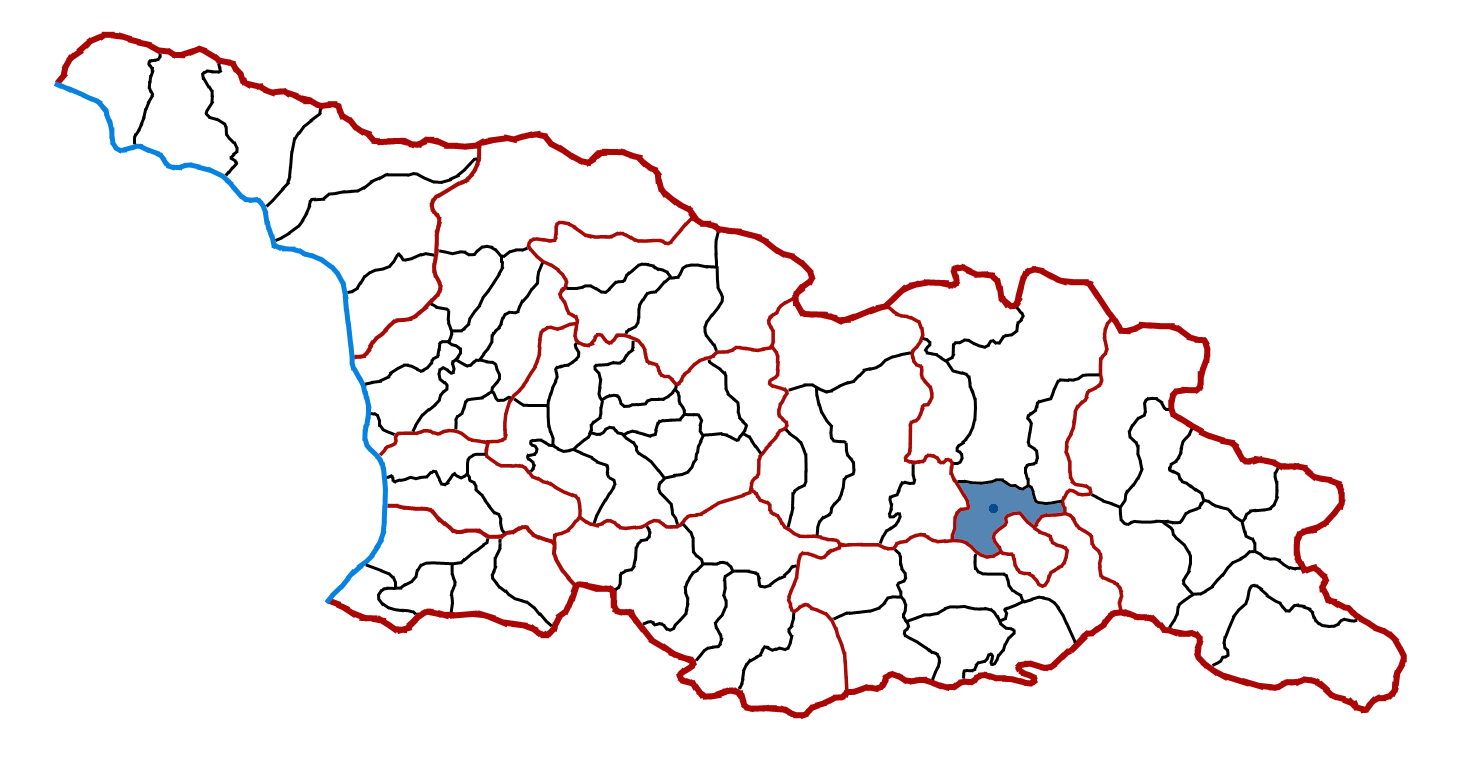

41°51′00″N 44°43′00″E / 41.8500°N 44.7167°E
姆茨赫塔市鎮，是格魯吉亚東北部姆茨赫塔-姆蒂亚内蒂大区的市镇，行政中心为姆茨赫塔。市镇面積为805平方公里，2014年人口数量为47,711人，人口密度每平方公里81人。